# Antoni Wołowski
Antoni Wołowski ps. „Zenon” (ur. 1890 w Łodzi, zm. 17 sierpnia 1920 w Rybienku Leśnym) – polski działacz socjalistyczny i niepodległościowy, podporucznik Wojska Polskiego, kawaler Orderu Virtuti Militari.

## Życiorys
Pochodził z rodziny robotniczej. Od piętnastego roku życia był członkiem Organizacji Bojowej PPS w Łodzi. Aresztowany z bronią w ręku w 1906 skazany na karę śmierci, którą zamieniono na dożywotnią katorgę. Z uwagi na wiek zmniejszono wyrok do 8 lat ciężkiego więzienia. Karę odbywał w więzieniach w Łodzi, Piotrkowie, Warszawie (X Pawilon Cytadeli Warszawskiej), Łęczycy Po rozbiciu więzienia, po ucieczce Rosjan w 1914 zbiegł do Łodzi i tydzień później i wstąpił do I Brygady Legionów Polskich. Uczestniczył w całej kampanii Brygady.
W bitwie pod Łowczówkiem został ranny. Po dymisji Józefa Piłsudskiego ze stanowiska w 1916, był jednym z wysłanych na posterunki werbunkowe przez rady żołnierskie celem agitacji.
Po kryzysie przysięgowym w 1917 rozpoczął działania jako funkcjonariusz PPS początkowo w Lublinie. Do marca 1918 kierował Pogotowiem Bojowym PPS w Kutnie. Zagrożony aresztowaniem przedarł się pod okupację austriacką, działając w Lublinie, zaś od marca 1918 w Częstochowie, gdzie uczestniczył w rozbrajaniu okupantów.
Po odzyskaniu niepodległości dowodził Milicją Ludową PPS w Częstochowie. W 1919 brał udział w I powstaniu śląskim, pełnił m.in. funkcję komendanta biura wywiadowczego.
W 1920 w randze podporucznika uczestniczył w oddziałach partyzanckich w czasie wojny polsko-bolszewickiej. Został wzięty do niewoli pod Radzyminem, kiedy przedzierał się z rozkazami do Białegostoku. 17 sierpnia 1920 wraz z sześcioma innymi jeńcami został rozstrzelany w Rybienku Leśnym pod Wyszkowem. Ciało zostało sprowadzone 3 marca 1921 do Łodzi i pochowane na Cmentarzu na Dołach.

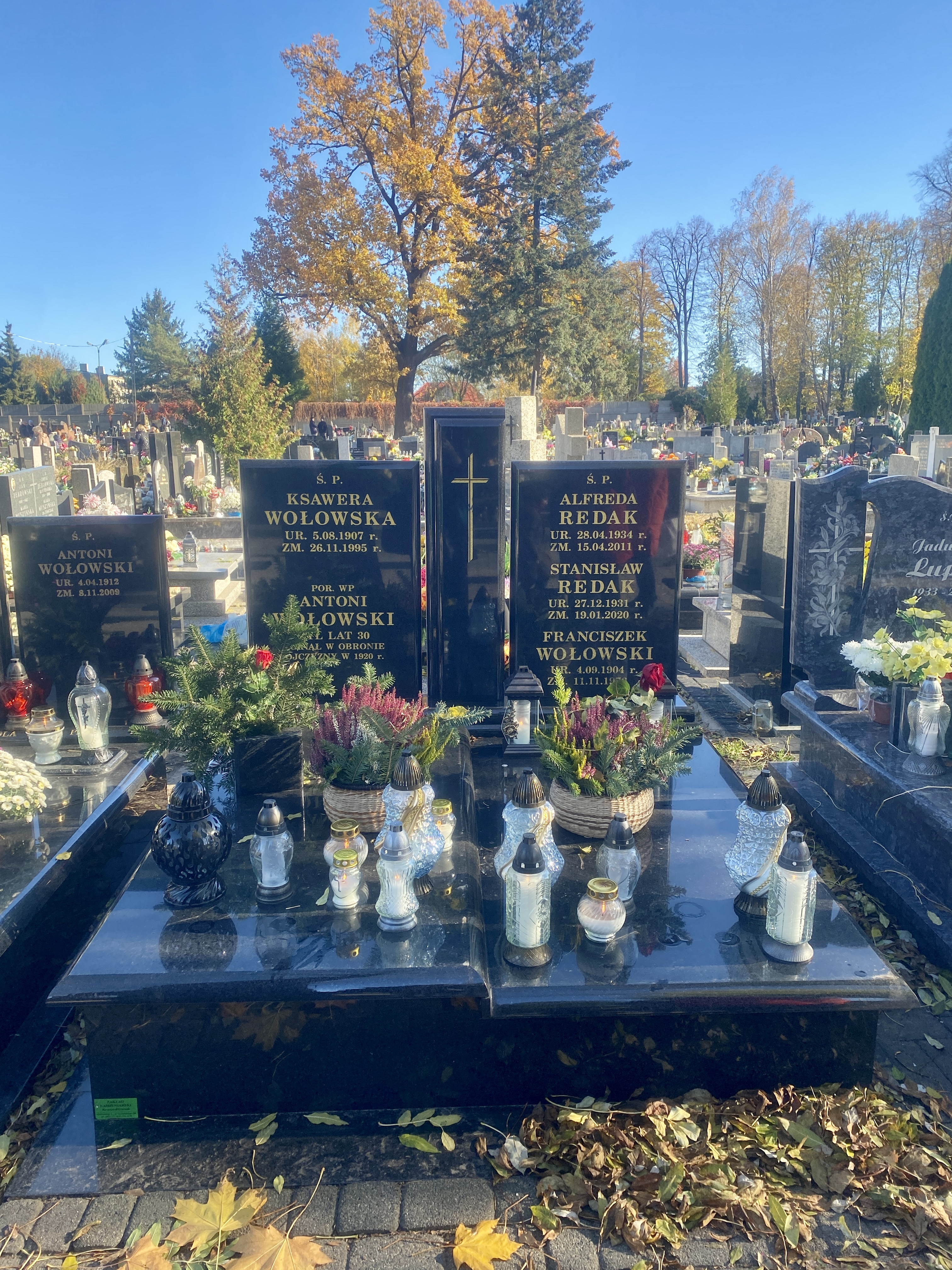
Nagrobek ppor. w.p. Antoniego Wołowskiego

Na miejscu śmierci w 1921 postawiono pomnik z napisem:

Tu zostali zamordowani w dniu 17 sierpnia 1920 roku przez czerezwyczajkę bolszewicką śp. Antoni Wołowski ppor. wojsk polskich i sześciu nieznanych. Cześć ich pamięci

W 1949 władze nakazały rozbicie pomnika. Ówczesny naczelnik urzędu gminy w Somiance p. Gotowiec zignorował nakaz i polecił umieścić go literami ku ziemi pod płotem posesji urzędu. Po dziesięciu latach na żądanie władz bezpieczeństwa ponowiono nakaz rozbicia pomnika. Kolejny naczelnik gminy Roman Liskiewicz polecił zaufanym osobom wmurować w tajemnicy części pomnika w schody nowo wznoszonej siedziby urzędu gminy. Pomnik 3 marca 1989 został odnaleziony dzięki informacjom świadków. 13 sierpnia 1989 odbyło się jego ponowne odsłonięcie. Ulica w Rybienku Leśnym, przy której znajduje się pomnik, nosi imię ppor. Wołowskiego.

## Ordery i odznaczenia
- Krzyż Srebrny Orderu Wojskowego Virtuti Militari nr 5248 (pośmiertnie, 28 lutego 1922)[3]
- Krzyż Niepodległości z Mieczami (pośmiertnie, 1930)[4].